# Sormida cinerea
Sormida cinerea là một loài bọ cánh cứng trong họ Cerambycidae.